# Rust (Austria)

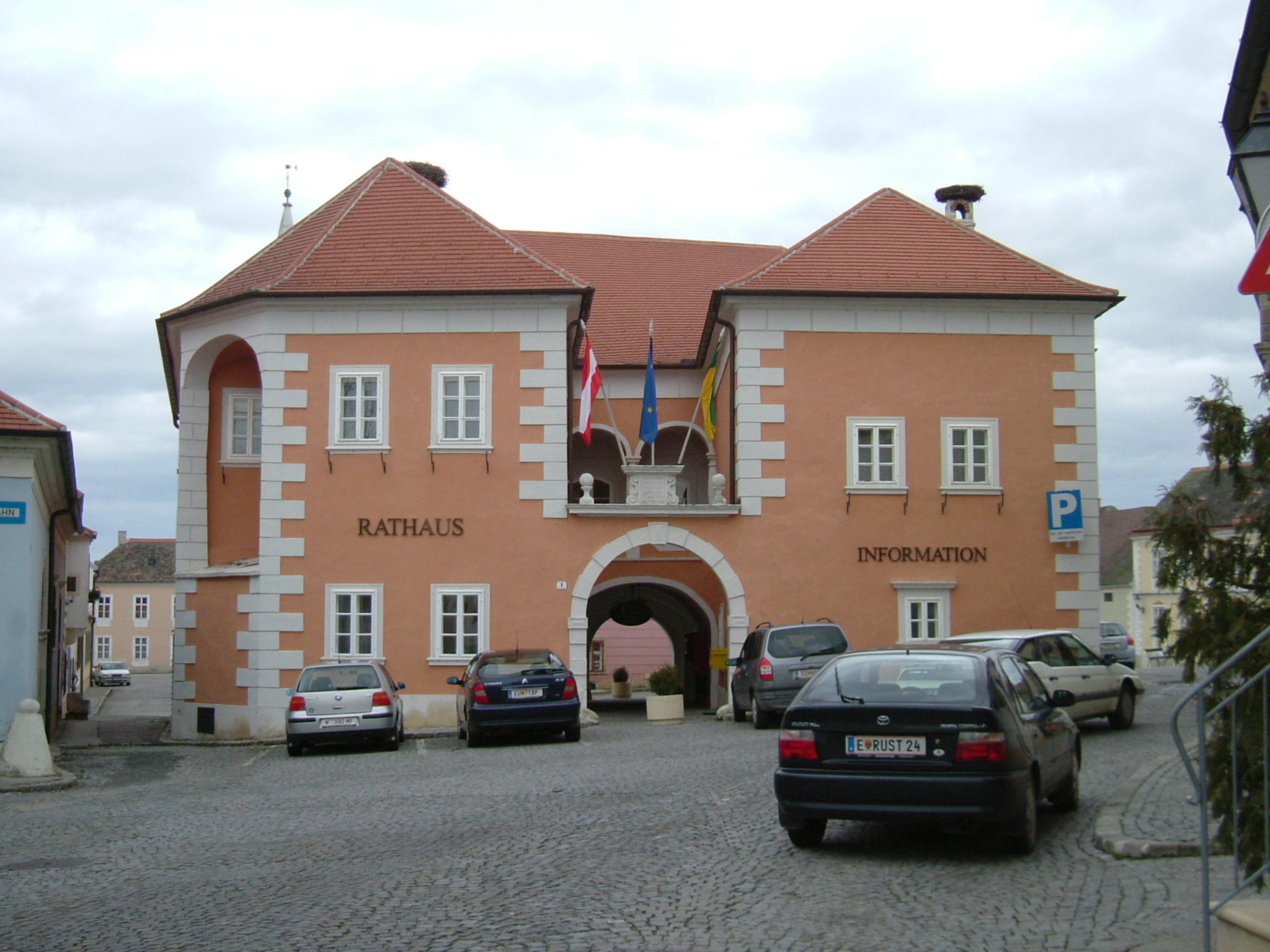
Ratusz

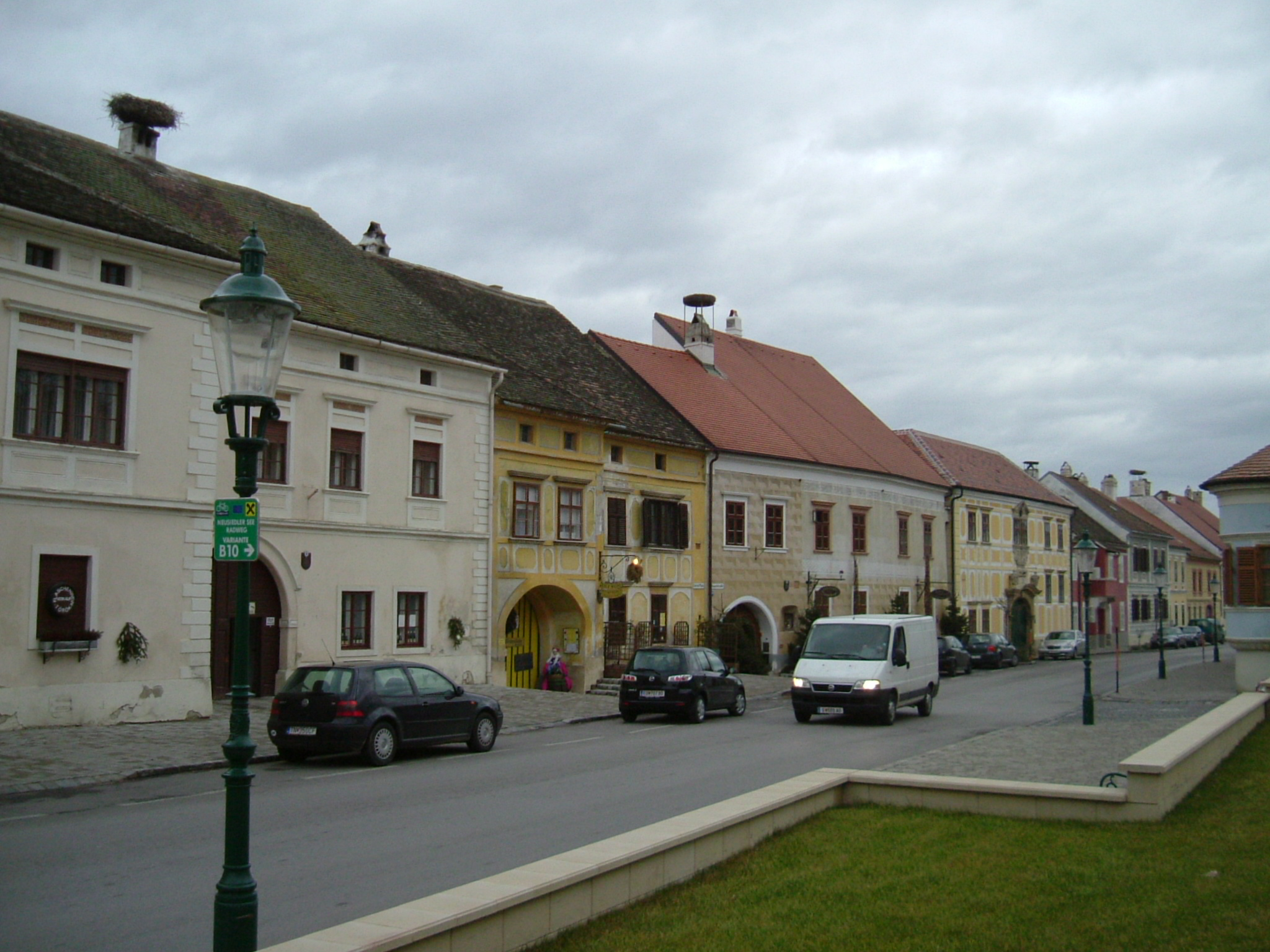
Ulica Hauptstraße

Rust (węg. Ruszt, burg.-chorw. Rušta) – miasto statutarne we wschodniej Austrii, w północnej części kraju związkowego Burgenland, na zachodnim brzegu Jeziora Nezyderskiego, ok. 6,5 km na północ od granicy z Węgrami. Ma 20,01 km² powierzchni i liczy 1964 mieszkańców (1 stycznia 2023), przez co jest najmniejszym miastem statutarnym w całej Austrii. Znane jest z dużych skupisk bocianów i produkcji win. Oficjalna nazwa miasta brzmi Królewskie Wolne Miasto (Königliche Freistadt).

## Historia
Pierwsza wzmianka o miejscowości, pod nazwą Ceel (węg. szil, pol. wiąz), pochodzi z 1317 i jest zawarta w akcie darowizny węgierskiego króla Karola Roberta dla jego wasala Desideriusa Hedevarego. Około 1470 Rust otrzymał przywilej targowy, a w 1479 powstał w mieście cech winiarzy, którzy od Macieja Korwina uzyskali przywilej eksportu swoich win. W 1524 Maria Habsburżanka nadała mieszkańcom Rust przywilej oznaczania win wyrabianych w mieście marką „R”. Pięć lat później miasteczko zostało zniszczone przez Turków. Od czasów odbudowy historyczne centrum praktycznie się nie zmieniło. W 1649 obywatele Rust płacąc 60 tys. florenów w gotówce i 500 wiader miejscowego wina Ruster Ausbruch uwolnili się od jurysdykcji rodu Esterházy. W 1681 cesarz Leopold I Habsburg podniósł Rust do rangi Królewskiego Wolnego Miasta. Pomimo niewielkich rozmiarów status ten został podtrzymany przez administrację austriacką po 1918 (nie bez znaczenia był austriacko-węgierski konflikt graniczny o Burgenland).
Malownicze Stare Miasto, które nie zmieniło się w prawie wcale od XVI–XVII w., jest w całości prawnie chronione. W 1954 było pierwszym zespołem poddanym ochronie w ramach konwencji haskiej dotyczącej ochrony dóbr kultury w razie konfliktu zbrojnego. W 1975, podczas Europejskiego Roku Dziedzictwa Architektonicznego, Rust (wraz z Salzburgiem i Krems an der Donau) zostało uznane za „wzorowe miasto”. Od 2001 Rust jako część Krajobrazu kulturowego Fertö/Jezioro Nezyderskie znajduje się na liście światowego dziedzictwa UNESCO.
Od 1999 w Rust odbywa się poświęcony Johnowi W. Duarte Międzynarodowy Festiwal Gitarowy (International Guitar Festival Rust), jeden z największych tego typu festiwali w Europie.

## Współpraca
Miejscowości partnerskie:
- Kulmbach, Niemcy (od 1981)
- Tokaj, Węgry (od 2006)